# Ultimate Bulletin Board
UBB（Ultimate Bulletin Board）可以指兩個網絡論壇系統，UBB.classic和UBB.threads，都是Infopop公司的出品。這兩個系統都停止開發，Infopop公司將於2005年春季推出使用PHP/MySQL的新產品取代。

## UBB.threads
UBB.threads（原名WWWThreads）由Rick Baker使用PHP和MySQL資料庫編寫，它是其他論壇系統如phpBB和vBulletin的競爭者。
WWWThreads原本用Perl寫成，PHP版本是2000年寫的。在2001年，Infopop公司收購WWWThreads，並將之改名為UBB.threads。2002年春，UBB.threads 6.0發佈。它最後的版本是6.5。

## 外部連結
- ubb.classic
- ubb.threads